# Muhammad Zia-ul-Haq
Muhammad Zia-ul-Haq (12 tháng 8 năm 1924 – 17 tháng 8 năm 1988) là vị tướng bốn sao và là Tổng thống thứ sáu của Pakistan từ năm 1978 đến khi ông qua đời năm 1988, sau khi công bố Thiết quân luật năm 1977. Ông là nguyên thủ quốc gia tại nhiệm lâu nhất của Pakistan.